# Dingtang (köpinghuvudort i Kina, Zhejiang Sheng, lat 29,23, long 121,84)
Dingtang (kinesiska: 定塘, 定塘镇) är en köpinghuvudort i Kina. Den ligger i provinsen Zhejiang, i den östra delen av landet, omkring 200 kilometer sydost om provinshuvudstaden Hangzhou. Antalet invånare är 19 938. Befolkningen består av 10 241 kvinnor och 9 697 män. Barn under 15 år utgör 13,0 %, vuxna 15-64 år 68 %, och äldre över 65 år 17,0 %.
Närmaste större samhälle är Shipu, 9,9 km öster om Dingtang. 
Genomsnittlig årsnederbörd är 1 837 millimeter. Den regnigaste månaden är juni, med i genomsnitt 338 mm nederbörd, och den torraste är januari, med 56 mm nederbörd.